# Terzo concilio di Lima
Il terzo concilio di Lima fu un concilio della Chiesa cattolica tenutosi a Lima, al tempo capitale della colonia spagnola nota come Vicereame del Perù. Fu il più importante dei tre concili celebrati a Lima nel corso del XVI secolo, dato che organizzò in modo definitivo la Chiesa nelle Americhe. Fu presieduto dall'arcivescovo Turibio de Mogrovejo nel 1581, e durò dal 15 agosto 1582 al 18 ottobre 1583.

## Storia
Il concilio definì molti regolamenti e principi, incentrati sull'evangelizzazione dei nativi americani e del loro trattamento corretto "non come schiavi ma come uomini liberi", e sulla loro educazione ed istruzione dei costumi e delle usanze europee. Decretò che si dovevano usare le lingue indigene, proibendo l'uso del latino e l'uso esclusivo dello spagnolo. Produsse un catechismo trilingue (allora noto come "Catechismo di San Toribius"), in spagnolo, quechua e aymara. Questo catechismo fu in seguito tradotto in lingua guaraní da Luis de Bolaños, ed adottato dal Primo sinodo di Asunción (1603) per l'utilizzo nell'alrea dell'alto bacino del fiume Paraná (Brasile orientale, Paraguay ed Argentina nord-orientale).
Il concilio incoraggiò anche la fondazione di seminari. Stabilì standard per l'ordinazione dei sacerdoti, obbligandoli a visitare regolarmente le congregazioni, e per l'uso appropriato della liturgia per invitare i nativi alle celebrazioni.